# Crusader of Centy
Crusader of Centy (também conhecido como Soleil na Europa e Shin Sōseiki Ragnacënty (新創世紀ラグナセンティ, Shin Sōseiki Ragunasenti) (Dawn of the Era: Ragnacënty) no Japão) é um jogo de ação e aventura desenvolvido pela Nextech para o Mega Drive. A história é centrada em Corona, um garoto que acaba de completar 14 anos e deve herdar a espada de seu falecido pai para lutar contra os monstros que ameaçam a existência da raça humana. A jogabilidade utiliza uma perspectiva geral e se concentra em explorar, combater inimigos com uma espada e resolver quebra-cabeças. Conforme a história avança, numerosos animais se juntam ao herói e o ajudam. Eles são usados em jogabilidade como armas ou ferramentas, que muitas vezes concedem passagem para áreas anteriormente inacessíveis.
É considerado um dos jogos mais raros já lançados no console.

## Jogabilidade

Captura de tela do jogo.

No início do jogo, Corona se vê perdendo sua capacidade de falar com outros humanos e, em vez disso, conseguindo falar com animais. Alguns deles se juntarão a ele, emprestando a Corona suas habilidades enquanto estiverem "equipados". Cada animal tem sua própria técnica especial. O primeiro animal que o jogador recebe é o cachorro de estimação de Corona, Mac (versão dos EUA), ou Johnny (versão do Reino Unido). Ele pode segurar inimigos para Corona atacar. Mais tarde, o jogador recebe um pinguim, chamado Chilly (versão dos EUA), ou Penguy (versão do Reino Unido), que dará a espada de Corona um ataque de gelo. Corona pode equipar duas habilidades ao mesmo tempo. Um total de 16 animais podem ser obtidos. Corona pode se movimentar em 8 direções.
Apesar de ser um RPG de ação o jogo não tem experiência; em vez disso, "tentamos dar aos jogadores um senso de progressão fazendo seu personagem aprender novas habilidades de ação à medida que se desenvolvem, como pular e lançar a espada" disse Yayoi Onda.

## Enredo
Em Soleil Town, uma lei exige que todos os garotos de 14 anos vão treinar e se preparar para a batalha. O herói do jogo, Corona, acaba de fazer quatorze anos no início do jogo. Como tal, Corona recebe a espada e escudo de seu pai, que morreu em batalha e tinha uma grande reputação por sua coragem em defender a cidade.
A história é dividida em duas partes. Corona deve primeiro dedicar um tempo para descobrir seu mundo e desbloquear os vários níveis que o compõem. Ele pode acessá-los em seu tempo livre. Durante até esta metade do jogo, Corona não terá a capacidade de falar com humanos, mas apenas com animais e plantas. Só depois de derrotar o dragão (Maldra the Dragon na versão americana), a segunda metade do jogo começará: Corona recupera a habilidade de falar com os humanos e viajará no tempo para construir um mundo melhor e entender porque os monstros estão em guerra com a humanidade.

## Desenvolvimento
Crusader of Centy foi desenvolvido pela Nextech, os mesmo desenvolvedores de Ranger X (a desenvolvedora se chamava GAU Entertainment na época). Segundo Yayoi Onda, o sistema de animais no jogo foi uma ideia concebida no início do desenvolvimento.

## Recepção
Os quatro revisores da Electronic Gaming Monthly afirmaram que o jogo é um digno clone de Zelda, com Ed Semrad e Sushi-X indo tão longe a ponto de dizer que é tão bom quanto a série Zelda. Eles identificaram a história e a mecânica de jogo de Zelda como os pontos mais fortes do jogo, e deram ao jogo 7,75 de 10. Scary Larry da GamePro viu o jogo como a resposta do Mega Drive ao The Legend of Zelda: A Link to the Past, e observou que "Enquanto Zelda tinha toneladas de surpresas escondidas, armas e chefes assustadores (tornando-se um dos melhores RPGs de ação), Crusader of Centy tem uma história muito infantil, inimigos menores e uma séria escassez de quebra-cabeças." No entanto, ele concluiu que, embora Crusader of Centy suportasse o jogador médio de RPG, ele atraía com sucesso seu público-alvo jovem. A Next Generation classificou-o com três estrelas de cinco, e afirmou que "Centy é uma imagem espelhada do imensamente popular Zelda, e é uma carga de diversão que os proprietários do Mega Drive ainda não experimentaram". O Jeuxvideo avaliou o jogo em 17 de 20 pontos.